# Sunbury Mercuries
I Sunbury Mercuries sono stati una franchigia di pallacanestro della EPBL e della EBA, con sede a Sunbury, in Pennsylvania, attivi tra il 1947 e il 1971.
Vinsero il campionato EPBL nel 1950-51, battendo in finale per 2-0 gli York Victory A.C. Persero la finale l'anno seguente per 2-1 con i Pottsville Packers. In seguito non arrivarono più a disputare la finale per il titolo.

## Stagioni
| Stagione | Lega | Denominazione     | V  | P  | %    | Piazzamento | Play-off               |
| -------- | ---- | ----------------- | -- | -- | ---- | ----------- | ---------------------- |
| 1947-48  | EPBL | Sunbury Mercuries | 13 | 15 | 46,4 | 5º          | -                      |
| 1948-49  | EPBL | Sunbury Mercuries | 9  | 21 | 30,0 | 7º          | -                      |
| 1949-50  | EPBL | Sunbury Mercuries | 14 | 14 | 50,0 | 3º          | -                      |
| 1950-51  | EPBL | Sunbury Mercuries | 23 | 5  | 82,2 | 1º          | Campioni               |
| 1951-52  | EPBL | Sunbury Mercuries | 20 | 10 | 66,7 | 2º          | Finale EPBL            |
| 1952-53  | EPBL | Sunbury Mercuries | 17 | 3  | 85,0 | 1º          | Semifinale             |
| 1953-54  | EPBL | Sunbury Mercuries | 22 | 8  | 73,3 | 1º          | Semifinale             |
| 1954-55  | EPBL | Sunbury Mercuries | 13 | 17 | 43,3 | 5º          | -                      |
| 1955-56  | EPBL | Sunbury Mercuries | 13 | 13 | 50,0 | 4º          | Semifinale             |
| 1956-57  | EPBL | Sunbury Mercuries | 14 | 16 | 46,7 | 3º          | Semifinale             |
| 1957-58  | EPBL | Sunbury Mercuries | 18 | 11 | 62,1 | 4º          | Semifinale             |
| 1958-59  | EPBL | Sunbury Mercuries | 12 | 16 | 42,9 | 5º          | -                      |
| 1959-60  | EPBL | Sunbury Mercuries | 9  | 19 | 32,1 | 8º          | -                      |
| 1960-61  | EPBL | Sunbury Mercuries | 13 | 15 | 46,4 | 4º          | Semifinale             |
| 1961-62  | EPBL | Sunbury Mercuries | 16 | 11 | 59,3 | 3º          | Semifinale             |
| 1962-63  | EPBL | Sunbury Mercuries | 10 | 18 | 35,7 | 7º          | -                      |
| 1963-64  | EPBL | Sunbury Mercuries | 9  | 17 | 34,6 | 6º          | -                      |
| 1964-65  | EPBL | Sunbury Mercuries | 17 | 11 | 60,7 | 2º          | Semifinale             |
| 1965-66  | EPBL | Sunbury Mercuries | 18 | 10 | 64,3 | 2º          | Finale di division     |
| 1966-67  | EPBL | Sunbury Mercuries | 19 | 9  | 67,9 | 3º          | Semifinale di division |
| 1967-68  | EPBL | Sunbury Mercuries | 18 | 14 | 56,3 | 5º          | -                      |
| 1968-69  | EPBL | Sunbury Mercuries | 10 | 16 | 35,5 | 4º          | Semifinale di division |
| 1969-70  | EPBL | Sunbury Mercuries | 10 | 18 | 35,7 | 6º          | -                      |
| 1970-71  | EBA  | Sunbury Mercuries | 14 | 14 | 50,0 | 3º          | Semifinale di division |

## Palmarès
- Eastern Professional Basketball League: 1

1951